# Köln-Nippes
Köln-Nippes este sectorul 5 al orașului Köln, care cuprinde cartierele: Bilderstöckchen, Longerich, Mauenheim, Niehl, Nippes, Riehl, Weidenpesch.
Rezultatul alegerilor din 24 septembrie 2004: SPD 31,31 %, CDU 27,36 %, Grüne 19,84 %, FDP 6,18 %, Pro Köln 5,47 %, PDS 3,72 %, Bürger Bündnis 3,46 %